# Cambervinkel

Negativ cambervinkel

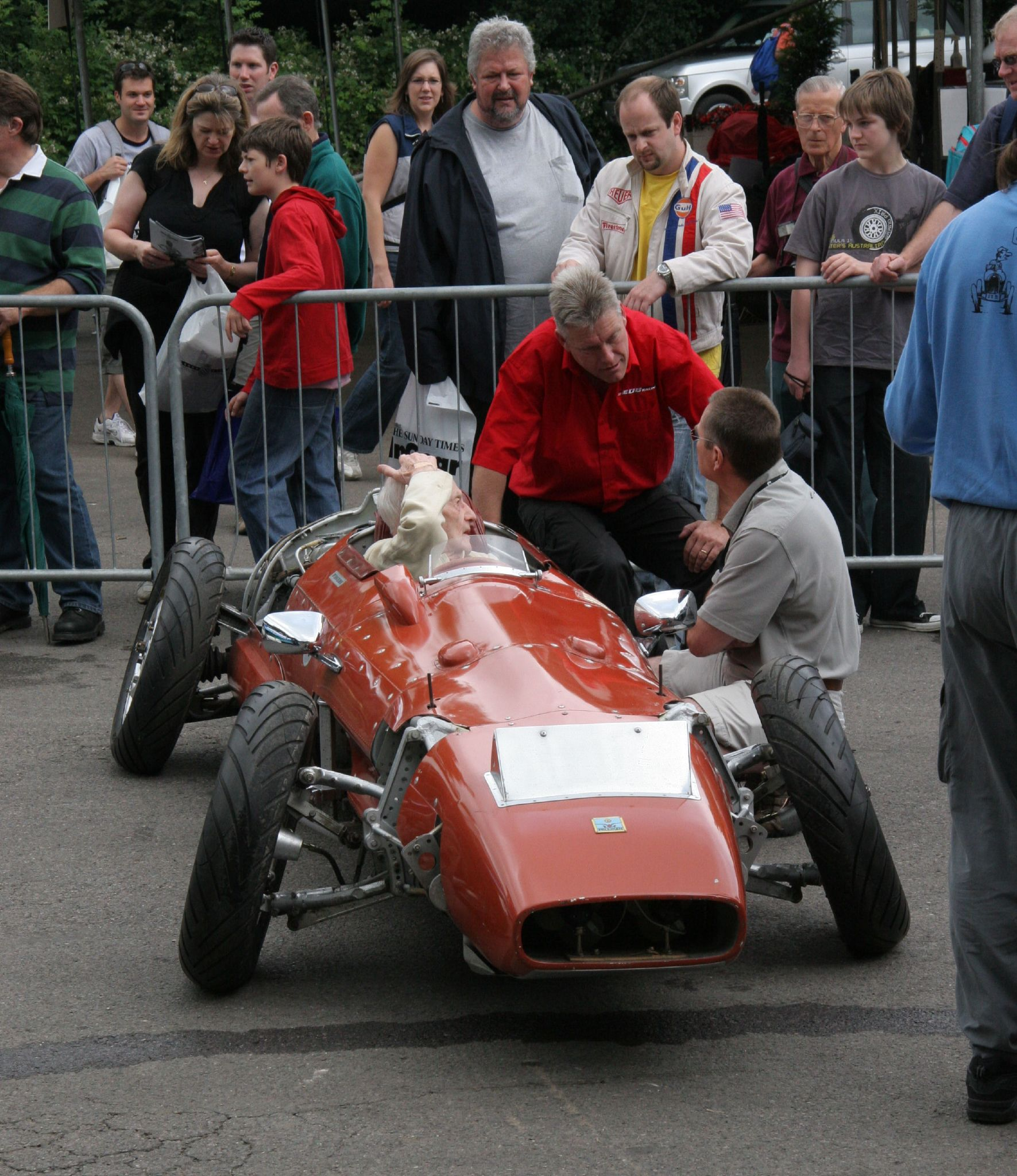
Milliken MX1 (1960) hade stor negativ camber.

Cambervinkel är den vertikala vinkeln hos hjulen på ett fordon, jämfört med karossens vertikala vinkel. Camber används i utformningen av fordonets styrning och fjädring. Om ovansidan av hjulet är längre ut än nedansidan (det vill säga längre bort från axeln), kallas det positiv camber. Om hjulets nedre del är längre ut än den övre, kallas det negativ camber. 

## Köregenskaper
Cambervinkeln påverkar manöveregenskaperna. I synnerhet förbättrar negativ camber greppet vid kurvtagning. Detta beror på att däckets slitbana då har en mer optimal anliggning till vägen, så att krafter överförs genom däckets vertikala plan, snarare än genom tvärkraft över slitbanan. En annan orsak till att välja negativ camber är att gummidäck tenderar att kränga på sig själv i kurvor. Om däcket har noll camber lyfter innerkanten av däckets "fotavtryck" från marken vid kurvtagning, vilket minskar kontaktytan och därmed sjunker även fordonets prestanda. Genom att använda negativ camber minskas denna effekt genom att kontaktytan hålls maximal. Observera att detta gäller endast för det belastade yttre däcket, det inre däcket skulle istället få större kontaktyta och grepp med positiv camber.

## Camber-kraft
Camber-dragkraft/camber-kraft är den kraft som genereras vinkelrätt mot färdriktningen på ett rullande däck på grund av hjulets cambervinkel och däckets begränsade avtryck mot underlaget.